# Dubie (województwo małopolskie)
Dubie – wieś w Polsce, położona w województwie małopolskim, w powiecie krakowskim, w gminie Krzeszowice.
W latach 1975–1998 wieś administracyjnie należała do województwa krakowskiego.

## Położenie
Wieś leży w kotlinie rzek: Szklarki, Racławki i Rudawki. Otoczona jest nieomal ze wszystkich stron zalesionymi wzgórzami o wysokości względnej przekraczającej 100 metrów: od południa Wielka Skała, od północy i wschodu Widoma nazywana też Lubartowską Górą, od zachodu Łysa Góra (419 m). Z Dubia wychodzą dolinki: Dolina Racławki i Dolina Szklarki.

## Historia

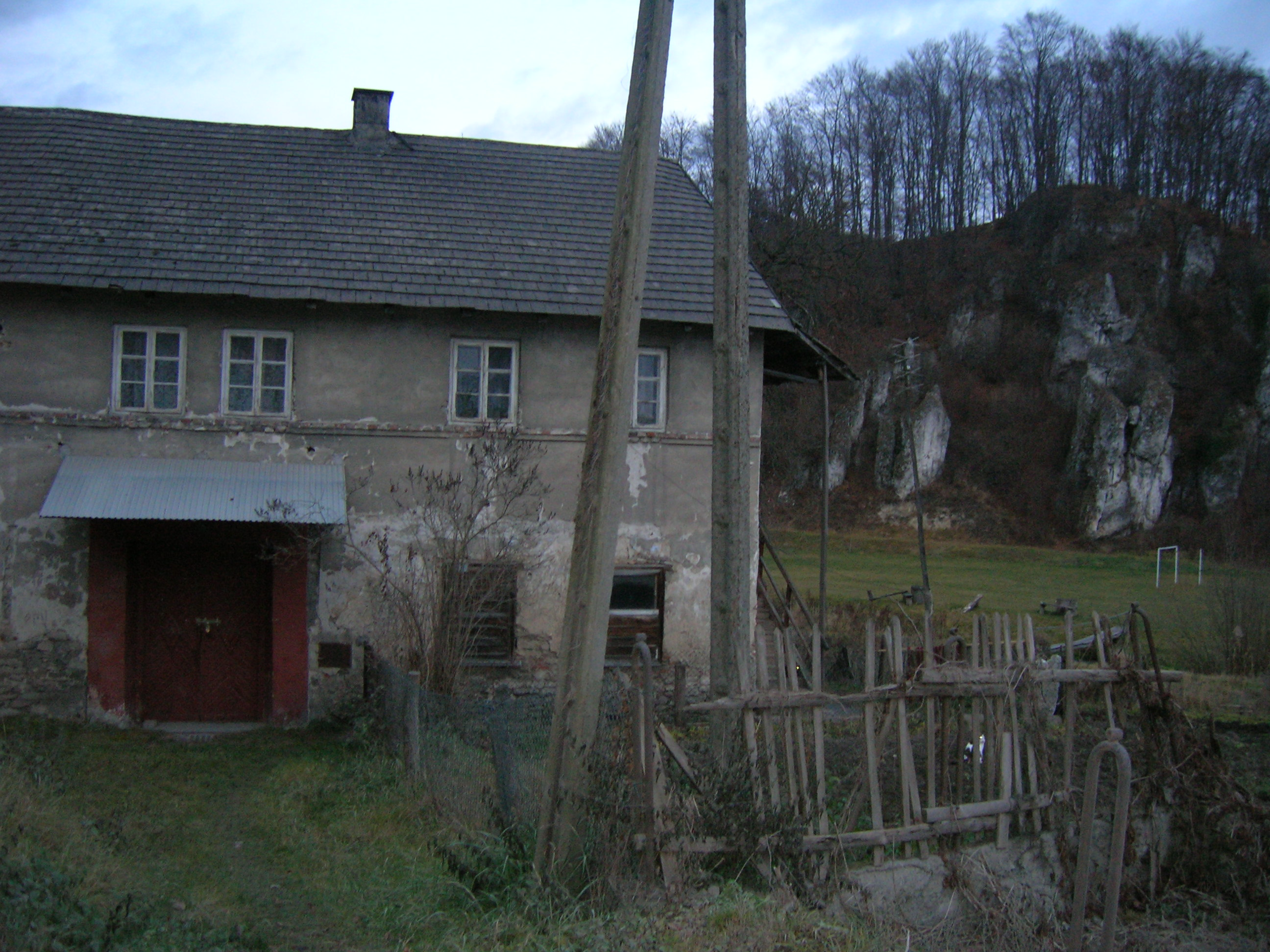
Dawny młyn Dupp

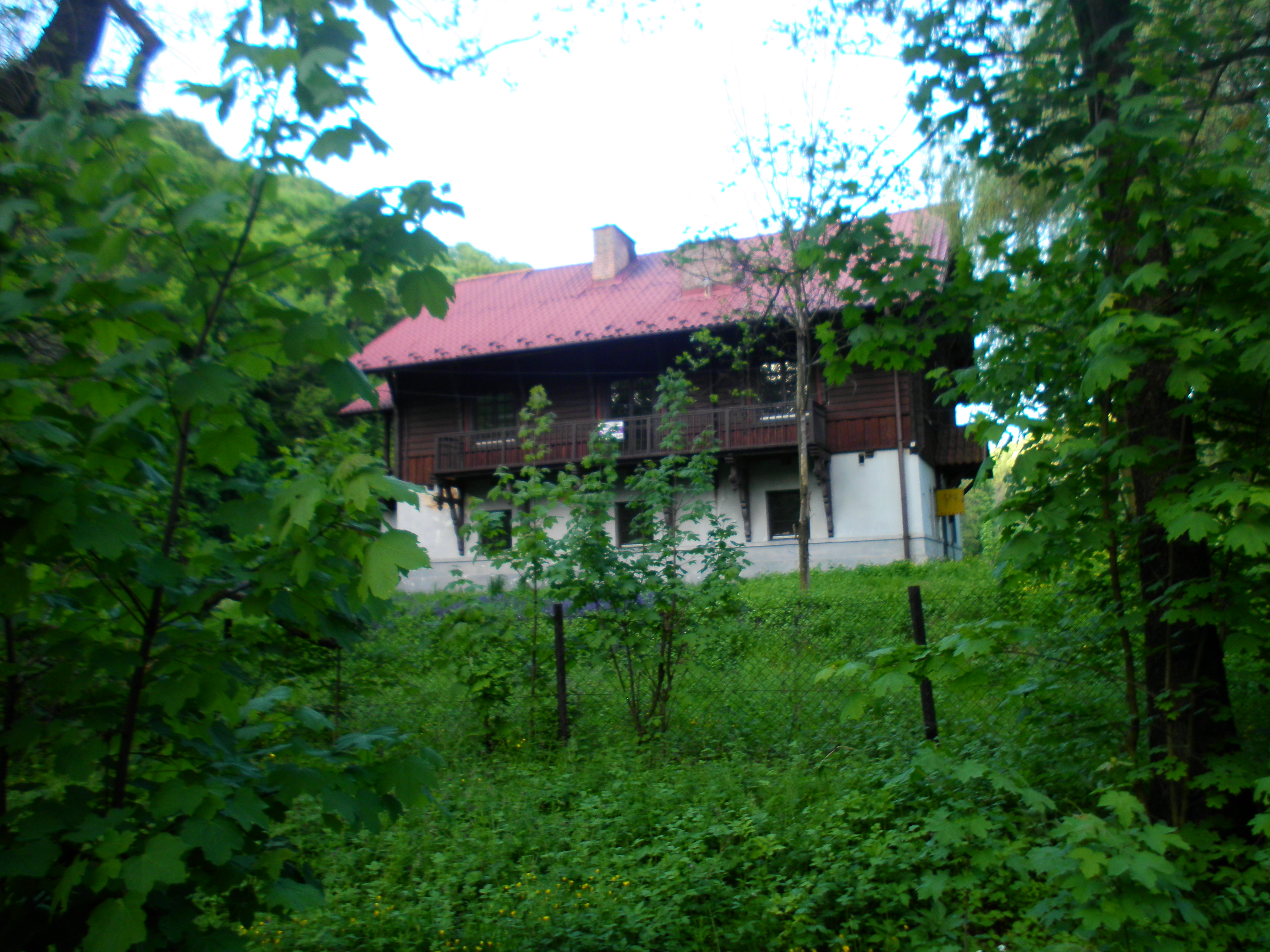
Pstrągarnia Rózin w Dubiu

Dawne nazwy wsi: 1381 – Dup, 1394 – Dub, 1398 – Dupe, 1399 – Dube, 1403 – Dupp, Duppe, Dupye, 1412 – Dupie, Dupy, 1413 – Dupya, 1421 – Dubije, Dupije, Duppye, 1469 – Duppp, 1490 – Dyvp, 1494 – Duph, 1503 – Dupyh, 1581 – Dupl.
W średniowieczu na wzgórzu Zamczysko nad wsią wznosiła się murowana wieża obronna o boku 7,5 m.
Od początku wieku XIV najbliższa okolica stanowiła obszar zainteresowań gospodarczych rodu Toporów, których własność między innymi w częściach wsi Dubie i w pobliskich Pisarach poświadczona jest od schyłku XIV stulecia. W latach 1397–1409 z Dubia i Pisar pisał się chorąży krakowski Żegota herbu Topór.
Na przełomie XV i XVI w. na Rudawce w zbudowano dwa młyny: Chechło i Dupp. W 1528 r. Dubie były w posiadaniu Seweryna Bonera, później Katarzyny Tęczyńskiej-Bonerowej i jej drugiego męża Stanisława Barziego.
Nocą, 2 lutego 1929 r., temperatura powietrza spadła do -42 °C. Była to najzimniejsza noc w historii polskiej meteorologii.
Na terenie miejscowości istnieje Kopalnia Odkrywkowa Dolomitu Dubie w wąwozie Zbrza. Znajduje się też najstarsze w regionie krakowskim skały osadowe ze środkowego dewonu, które są odsłonięte na powierzchni ziemi.
W 1995 r. w Dubiu w Dolinie Racławki kręcono sceny do filmu Dwa światy, a wiosną 2004 w kamieniołomie do filmu Vinci.
Na wzgórzu Widoma mieści się mogiła czterech partyzantów AL z oddziału im. Bartosza Głowackiego i 28 żołnierzy radzieckich z oddziału kpt. „Iwana Iwanowicza” poległych w tutejszych lasach 23–24 sierpnia 1944 r. w boju z Niemcami. Wydarzenie upamiętnia pamiątkowy głaz znajdujący się nad potokiem.
W Dolinie Szklarki znajduje się założona w 1851 r. przez Jana Radziwońskiego pstrągarnia Rózin wraz z zabudowaniami w stylu szwajcarskim z drugiej połowy XIX wieku. Pstrągarnia ta, należąca do rodziny Potockich, była pierwszą w Galicji i całej monarchii austriackiej sztuczną wylęgarnią i hodowlą pstrągów.
W Dolinie Szklarski znajduje się również pomnik przyrody – skałka dolnokarbońskiego wapienia przecięta żyłą porfiru. Na północny zachód od wsi na wzgórzu Zamczysko można zauważyć pozostałości po dawnym budowli obronnej w Dubiu.